# Дурово (Липецкая область)
Ду́рово — село Добринского района Липецкой области. Центр Дуровского сельсовета.
Стоит на правом берегу реки Матрёнки. На противоположной стороне — деревня Нижнематрёнские Выселки.
Соединено автодорогами с Хворостянкой, Плавицей и Верхней Матрёнкой.
Возникло, скорее всего, в начале XIX века. В 1862 году это было сельцо Дми́триевское (Дурово), 59 дворов.
Название — по владельцам Дуровым .
1861— 1923 годы — центр  Дмитриевско-Дуровской   волости Усманского уезда Тамбовской губернии.
В советское время в Дурове была молочно-товарная ферма.

## Население
| 2010 |
| ---- |
| 449  |